# La música de tus tacones
«La música de tus tacones» es un sencillo de El Arrebato creado tras tres años de gira con su anterior disco, Campamento Labondón. Está producido por él mismo.
El sencillo da nombre al álbum, La música de tus tacones, compuesto por 10 discos de platino que avalan la importancia de El Arrebato en el ámbito musical. Según él, éste es el mejor trabajo desde que empezó su carrera en solitario.
El 12 de marzo de 2016 El Arrebato dio un concierto con este sencillo en el Teatro Auditorio de Roquetas de Mar.